# Aegoidus earlii
Aegoidus earlii är en skalbaggsart som beskrevs av Guérin-Méneville 1840. Aegoidus earlii ingår i släktet Aegoidus och familjen långhorningar. Inga underarter finns listade i Catalogue of Life.